# هیا-گنسالو

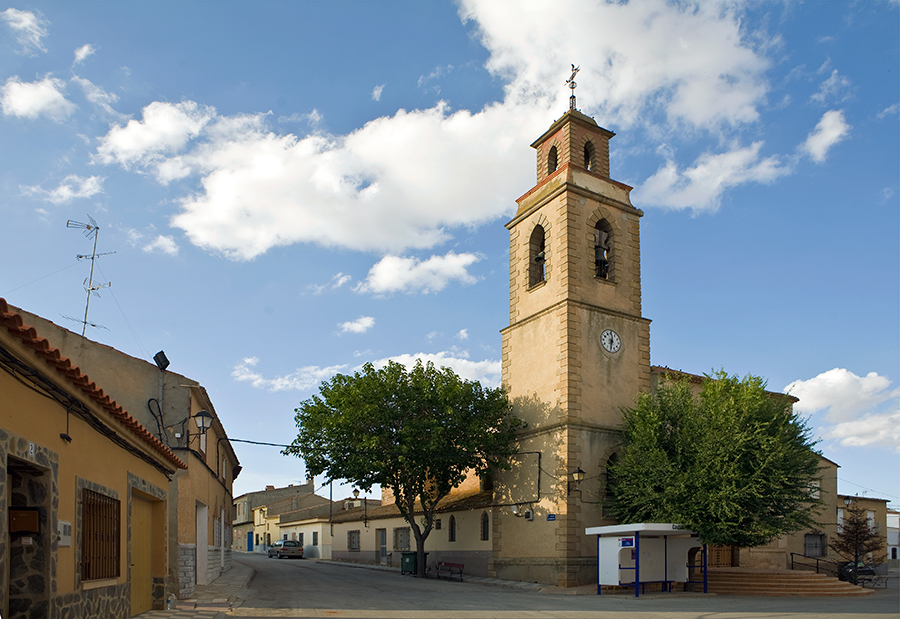
نمایی از دهستان هیا-گنسالو در استان آلباستهٔ اسپانیا – ۲۰۱۵

هیا-گنسالو دهستانی در استان آلباستهٔ اسپانیا است.
در این دهستان ۸۳۳ نفر زندگی می‌کنند. مساحت این دهستان ۱۱۴٫۶۰ کیلومتر مربع است.